# Пробуждение (фильм, 1968)
«Пробуждение» — советский киноальманах, снятый в 1966 году на Центральной киностудии детских и юношеских фильмов имени М. Горького, и состоящий из трёх новелл: «Баллада о винтовке» (реж. Игорь Николаев), «День Икара» (реж. Марианна Рошаль-Строева) и «Лелька» (реж. Павел Арсенов).

## Сюжет

### «Баллада о винтовке»
Шестилетний Алька находит на берегу моря ржавую винтовку. От старого фронтовика он узнаёт историю этой винтовки. И для мальчика она становится священной реликвией.

### «День Икара»
Решив доказать всем, что полёт доставляет человеку радость, Костя прыгает с трамплина и ломает ногу. Учитель физики рассказывает его одноклассникам об Икаре. И ребята пишут письмо Косте в больницу, в котором подбадривают мальчика.

### «Лёлька»
О первой «неразделённой» любви тринадцатилетней девочки к взрослому человеку. Страдания помогают ей по-иному увидеть привычный окружающий мир.

## Роли исполняют

### «Баллада о винтовке»
- Андрюша Загорский — Алька
- Нина Гребешкова — мать Альки
- Михаил Глузский — дядя Митя
- Владимир Маркин — приезжий

### «День Икара»
- Игорь Крюков — Костя
- Геннадий Сайфулин — Пётр
- Володя Зеленин — Шеблыкин
- Лена Беспалова — Светлана
- Евгений Тетерин
- Оля Семёнова
- Григорий Шпигель

### «Лёлька»
- Елена Нерченко — Лёлька
- Дальвин Щербаков — лейтенант
- Николай Смирнов — Фёдор Фёдорович
- Рудольф Панков
- Анатолий Юшко

## Съёмочная группа
- Авторы сценария: Юрий Яковлев, Владимир Голованов
- Режиссёры: Игорь Николаев, Марианна Рошаль-Строева, Павел Арсенов
- Операторы: Валерий Головченко, Виталий Гришин, В. Корнильев
- Художники: Б. Хомяков, Ной Сендеров, Евгений Галей
- Композиторы: Алексей Николаев, Роман Ледёнев, Алексей Рыбников
- Звукооператоры: Борис Голев, Дмитрий Боголепов, Александр Голыженков
- Государственный симфонический оркестр кинематографии (дирижёры: Арнольд Ройтман, Давид Штильман)

## Премьера
Премьера фильма состоялась в январе 1968 года. За первый год кинопроката картину посмотрели 2,3 млн зрителей.